# Museum Tiroler Bauernhöfe

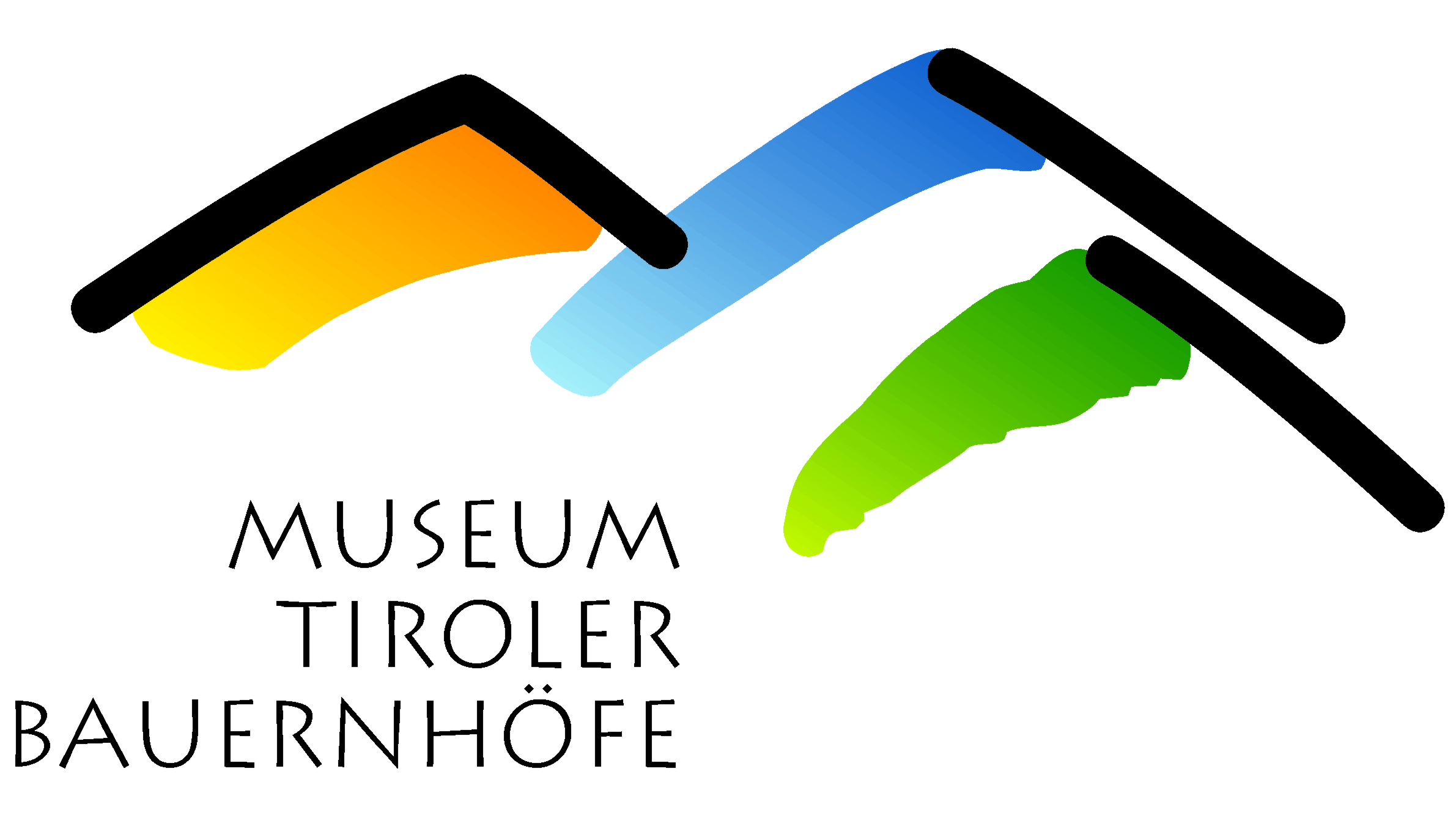
Logo des Museum Tiroler Bauernhöfe in Kramsach

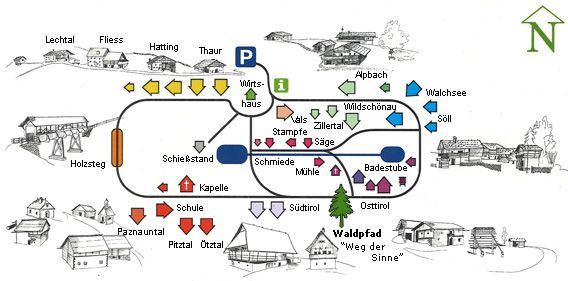
Lageplan der Höfe im Museum

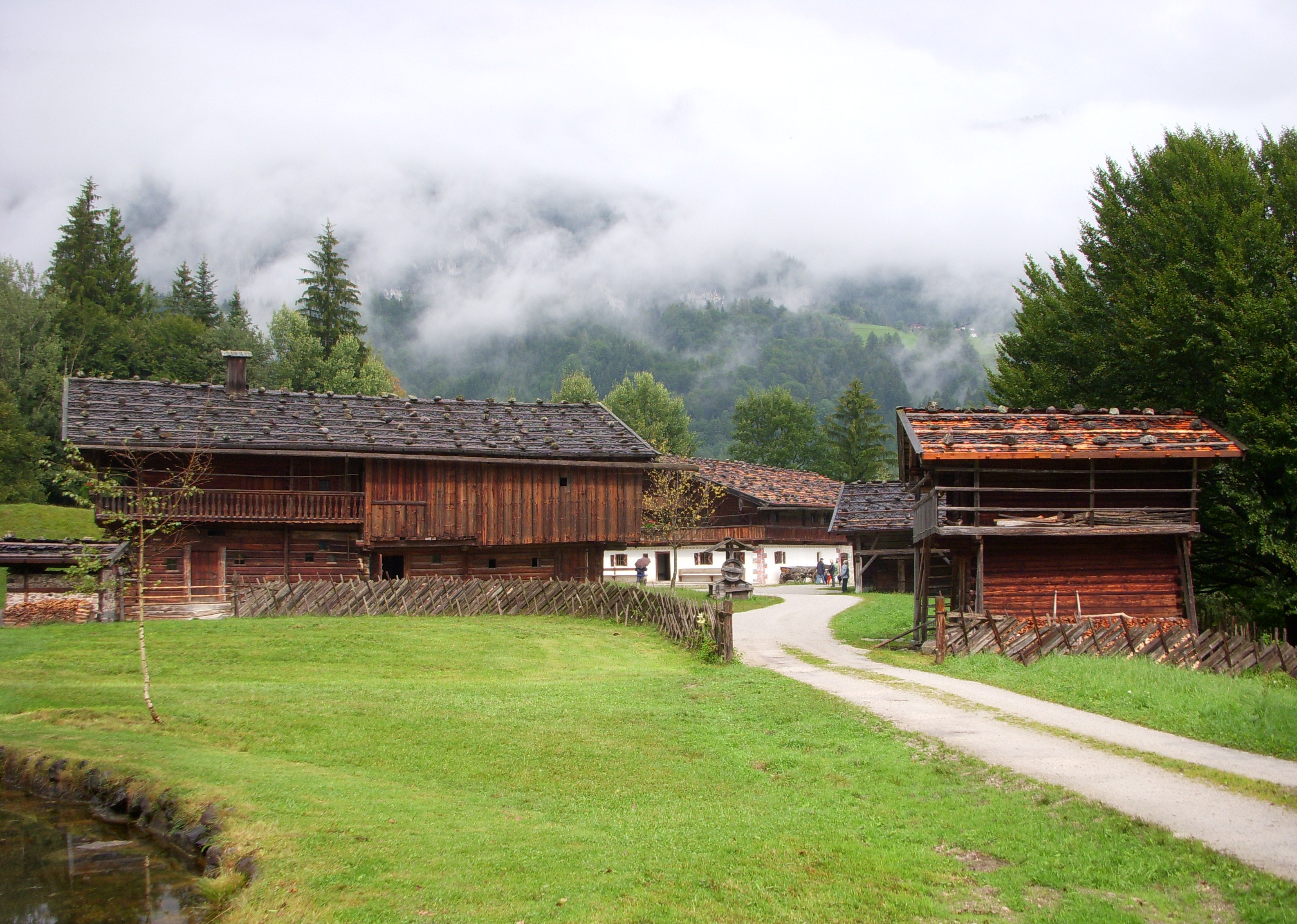
Museumsgelände (Foto: 2009)

Das Museum Tiroler Bauernhöfe ist ein Freilichtmuseum in Kramsach, Österreich. Im Museum befinden sich rund 14 historische Bauernhöfe und 23 Nebengebäude (Scheunen, Kapellen, Almen usw.).

## Geschichte
Das Museum Tiroler Bauernhöfe wurde im Jahre 1974 auf Initiative des Kramsacher Unternehmers Heinz A. E. Mantl gegründet. Ihm war es gelungen, bei der Gründung des Vereines Persönlichkeiten aus Politik, Wissenschaft und
Wirtschaft zu finden, die wiederum Sponsoren für den Aufbau dieses Museums gewinnen konnten. Man versuchte mit der Vielfalt von markanten Hofformen auf einem Areal von etwa acht Hektar die Lebens- und Wirtschaftsweisen der bäuerlichen
Bevölkerung in der vorindustriellen Zeit zu dokumentieren.
Mittlerweile wurden auf dem Areal des Museums 14 Bauernhöfe und 23 Nebengebäude (Kapellen, eine Dreschtenne, eine Alm, ein Rüsthaus usw.) aufgebaut, die sonst allesamt der Spitzhacke zum Opfer gefallen wären. Die Höfe wurden entsprechend ihrer Herkunft im Museum so aufgebaut, dass der Besucher mit einem Rundgang gewissermaßen von Nordtirol über Ost- und Südtirol das Land »durchwandern« kann: Von der Mitte Tirols, dem Wipptaler Hof, gelangt man über das Unterinntal (Höfe aus Alpbach, Walchsee, Wildschönau und Zillertal) über den Osttiroler Hof und Südtiroler Hof bis ins Oberinntal (Ötztal, Pitztal, Außerfern bis Thaur). Der Thaurer Hof liegt zwar geographisch gesehen im Unterinntal, doch seine bauliche Zugehörigkeit entspricht dem Oberinntaler Bautypus.

## Bilder von Höfen

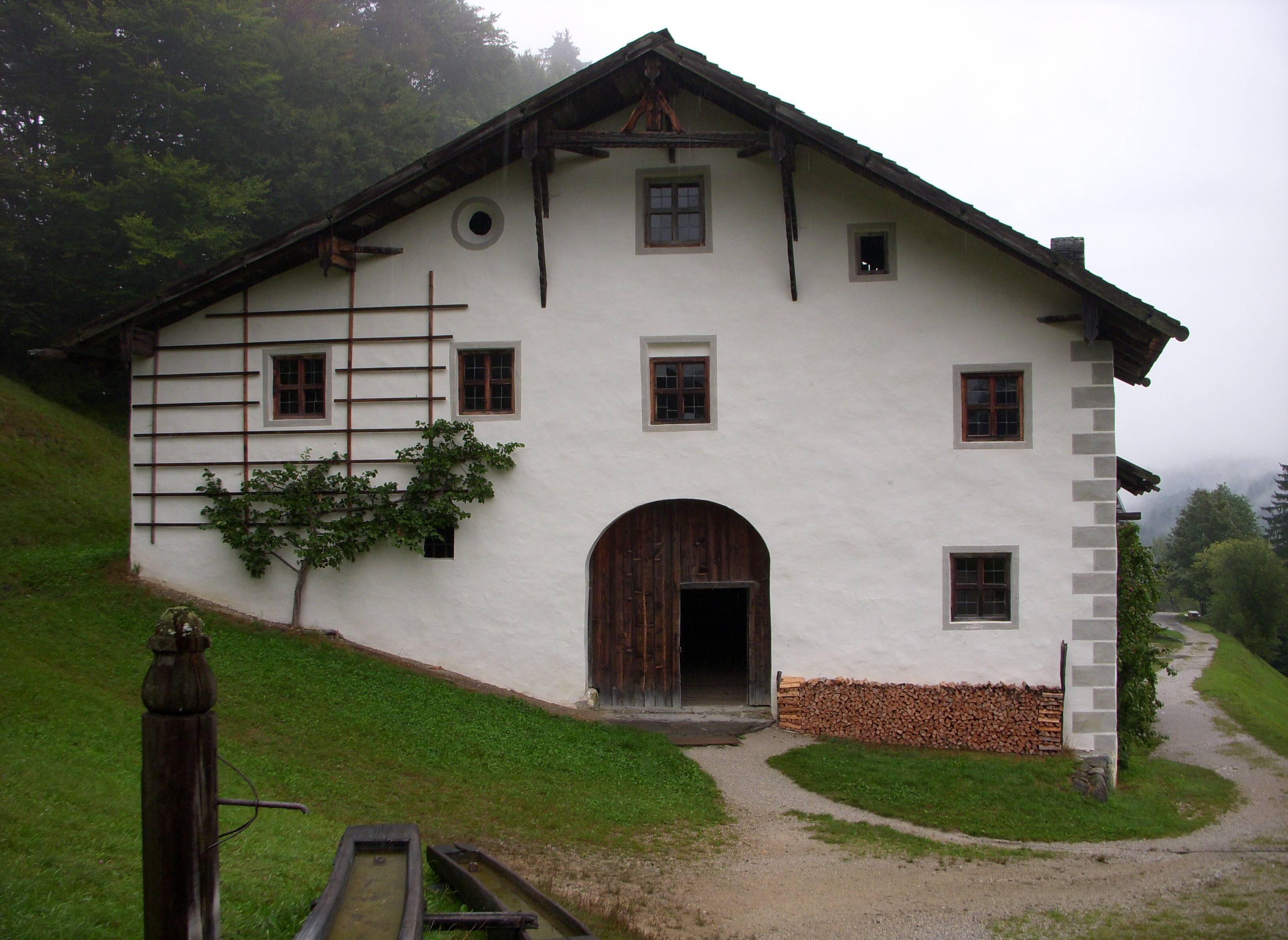
Hof „Trujer-Gregörler“
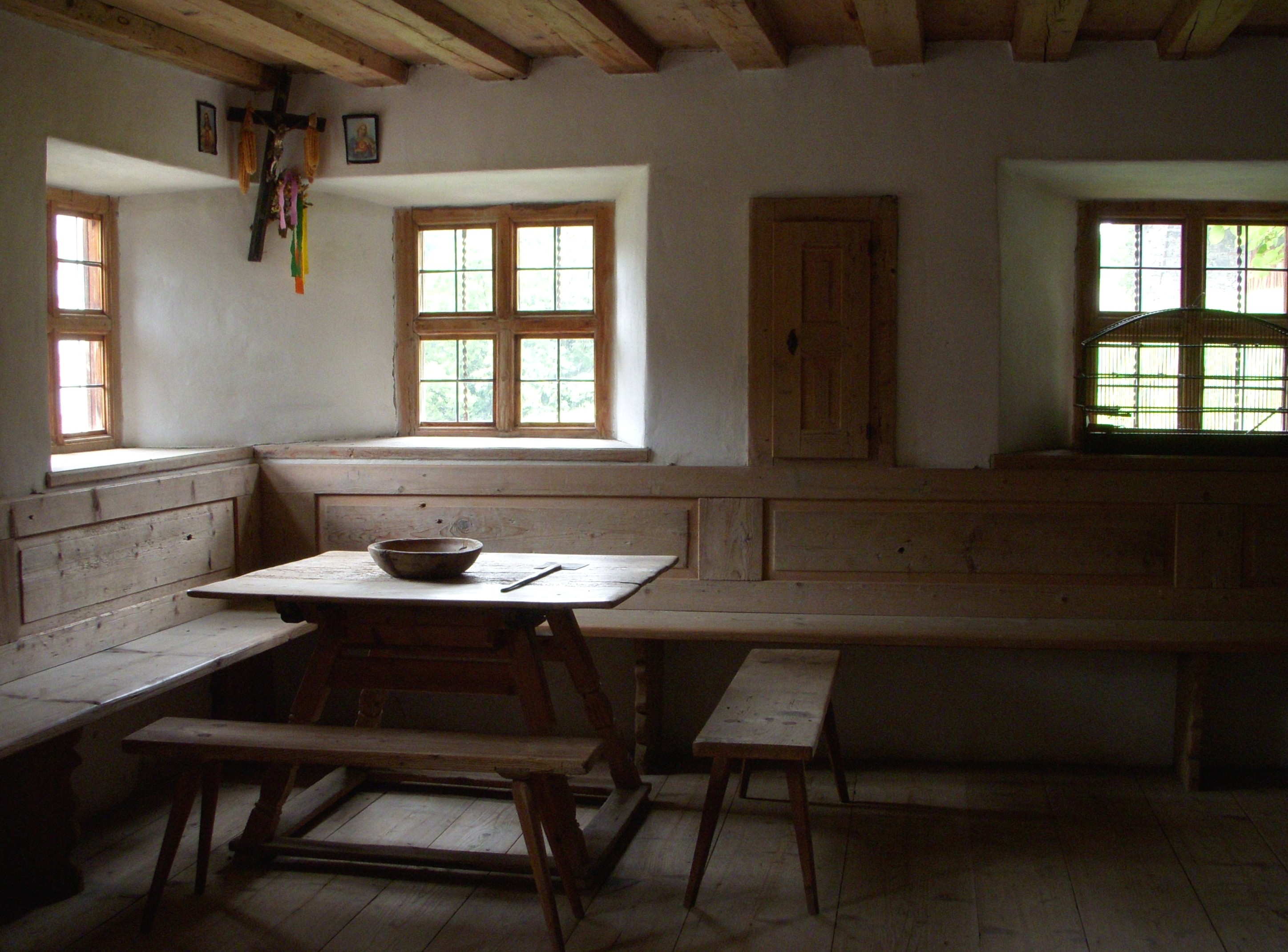
Hof „Trujer-Gregörler“
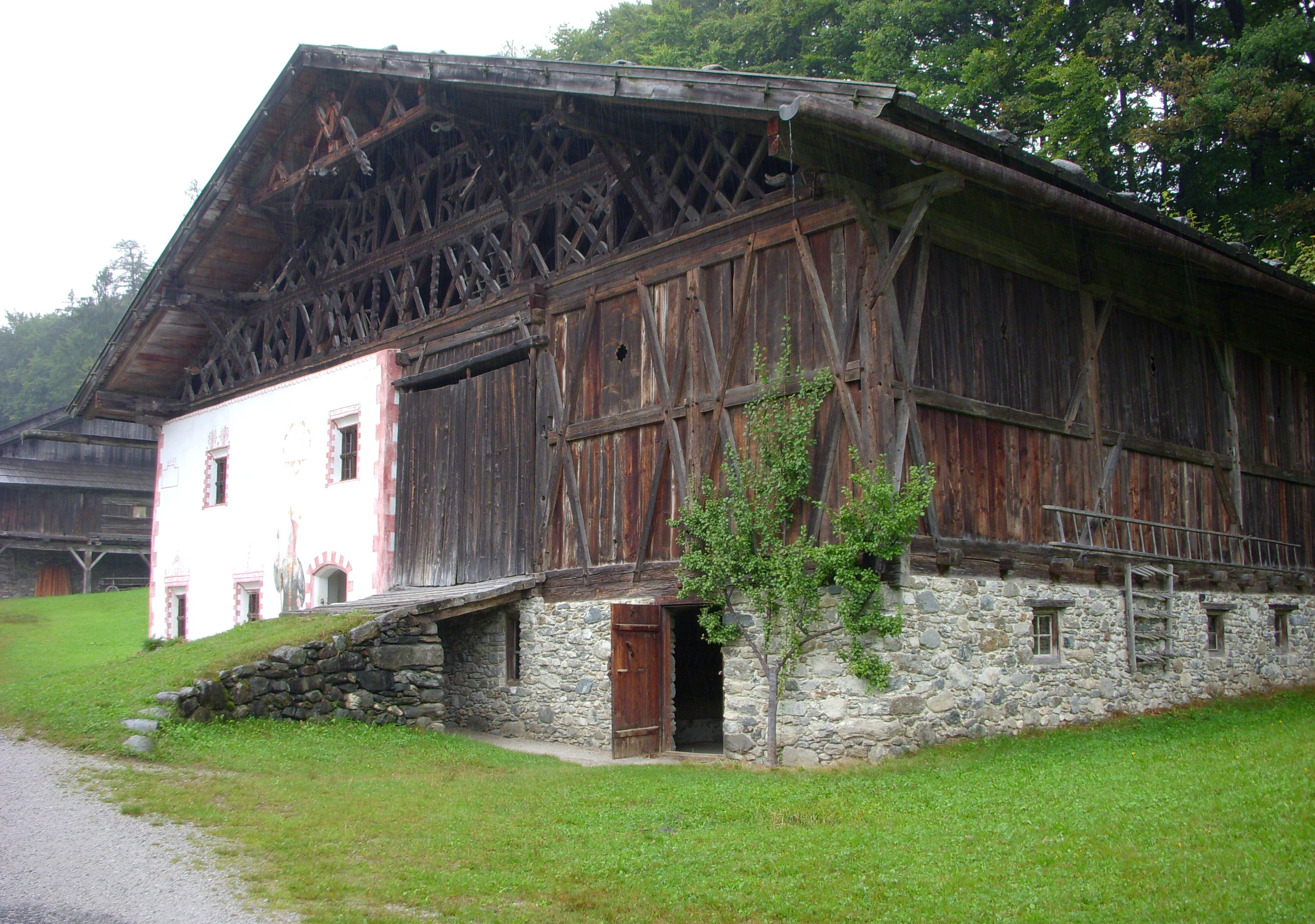
Hof „Falkner-Schnaitter“
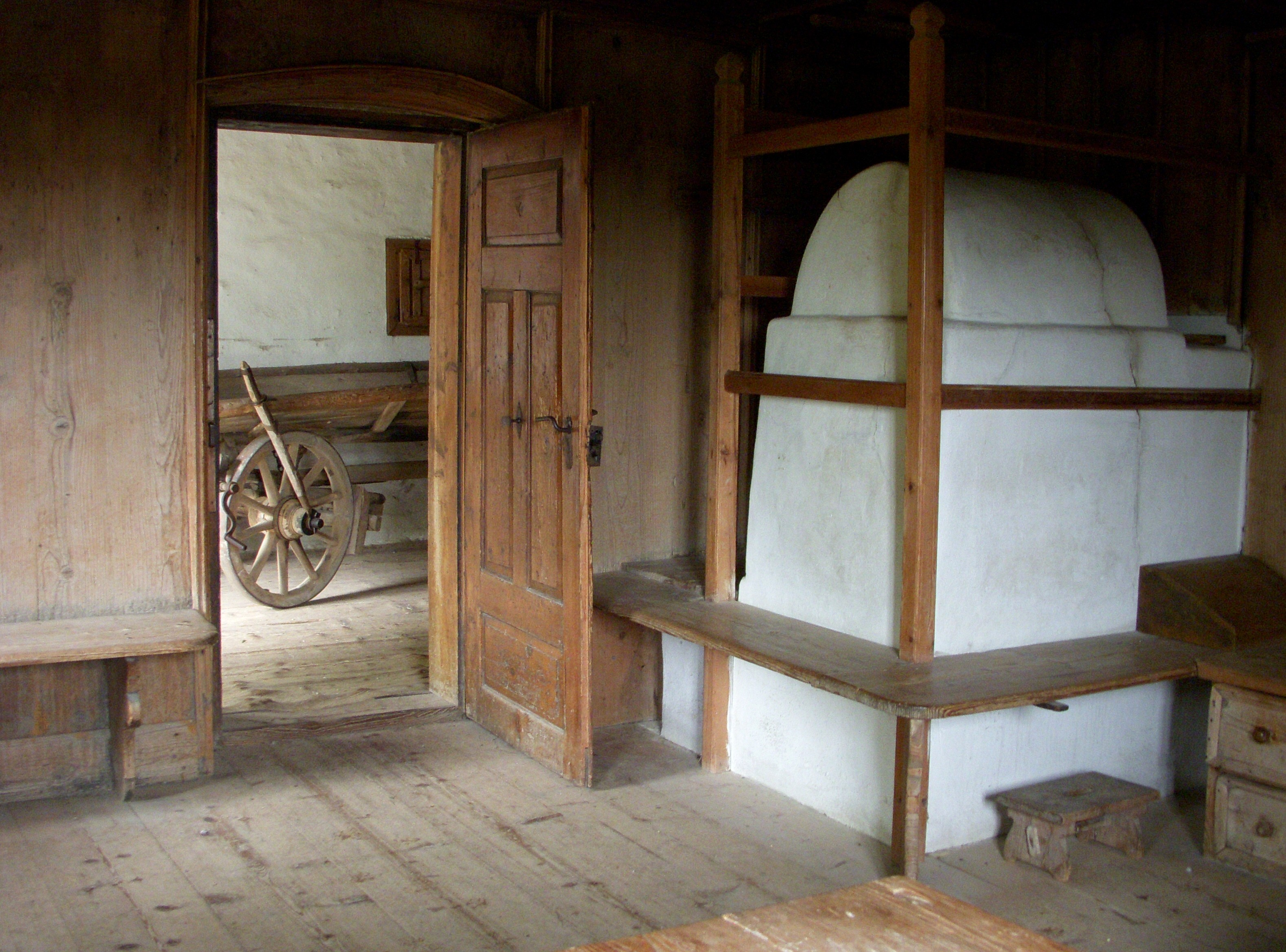
Hof „Falkner-Schnaitter“

## Das Museum und sein Zweck

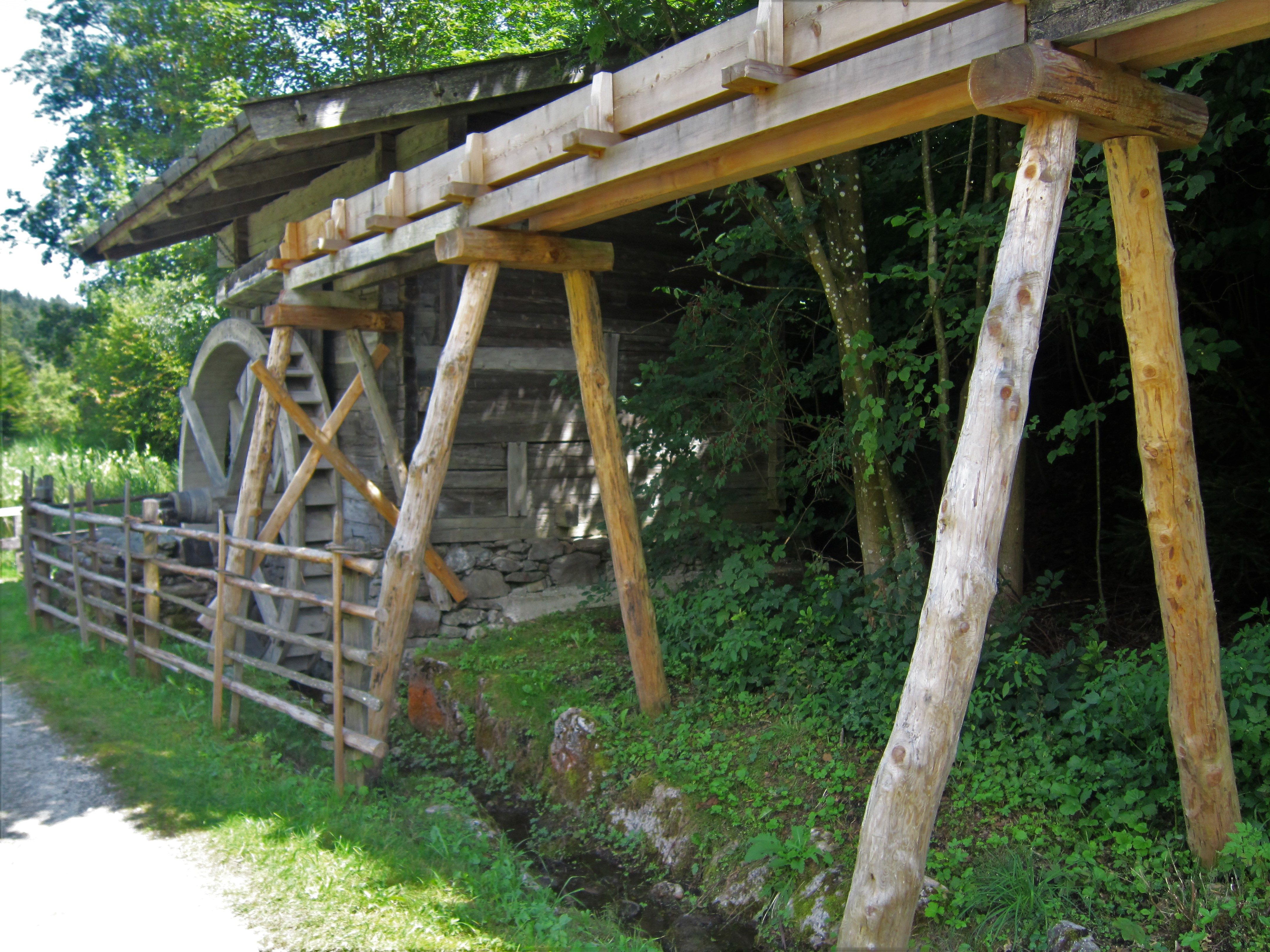
Wassermühlenanlage auf dem Museumsgelände (Foto: 2018)

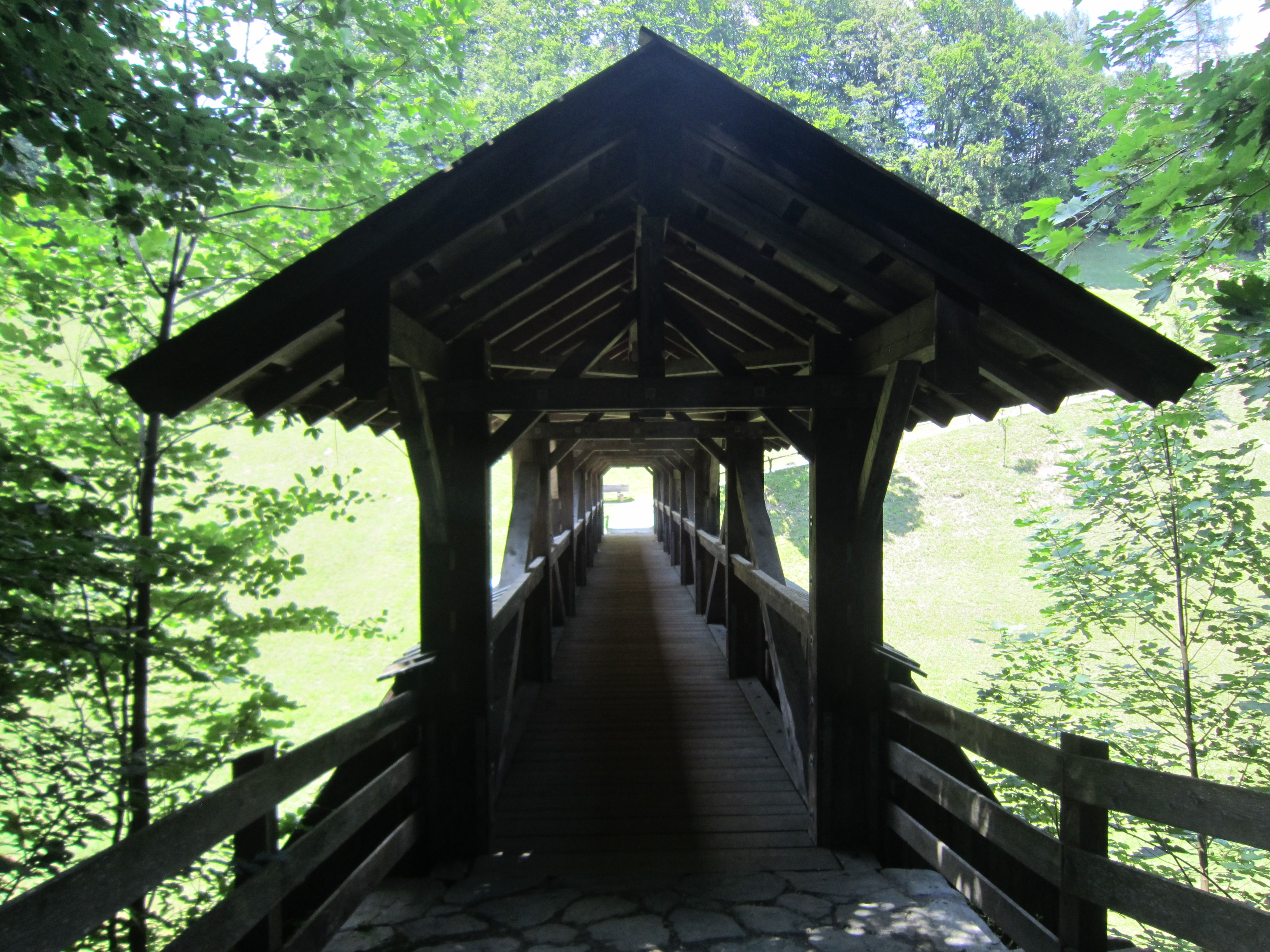
Gedeckte Brücke auf dem Museumsgelände (Foto: 2018)

Bevor man die Häuser an Ort und Stelle abträgt, muss alles genau vermessen und alle Holzteile exakt nummeriert werden. Besonders untersuchen Experten auch das Mauerwerk der Hausfassaden, um eventuelle Übermalungen und andere
Hinweise zur Geschichte der Höfe feststellen zu können. Mit Handzeichnungen, Fotodokumenten und Filmaufnahmen wird das gesamte Bauwerk dokumentiert, um es anschließend mit den ursprünglichen Baumaterialien originalgetreu wieder aufbauen
zu können.
Die Museumshöfe sind entlang eines Tales angeordnet, das der geografischen Lage Tirols weitgehend entspricht. Die Höfe sind geöffnet und begehbar und teilweise zeitgenössisch eingerichtet. In jedem Hof findet sich eine ausführliche Beschreibung über Bautyp, Alter und ursprünglichen Standort. Zum Museum gehören mittlerweile nicht nur Höfe, sondern auch eine Schule, ein Schießstand, eine Wassermühle, eine Schmiede, ein Feuerwehrhaus, eine Badestube und eine gedeckte Brücke. Die zurzeit ältesten Höfe sind der Tierstaller aus Südtirol, ein Wohnhaus mit Paarhofanlage von vor 1500 und der Alter Segger aus Osttirol mit Wurzeln im Mittelalter um 1400.
Das Museum stellt sich in den Dienst der Forschung, der Volksbildung und des Denkmalschutzes. Schulklassen können hier einen anschaulichen Einblick in die bäuerliche Baugeschichte Tirols erhalten.
Das Museum nimmt für Freilichtmuseen im Bereich der interaktiven IT-gestützten Vermittlung eine Vorreiterrolle ein. Bis 2017 richtete das Museum auf dem Gelände vier Themenstationen zu den Schlagwörtern „Landschaft, Wirtschaft, Gemeinschaft und Herrschaft“ ein. Darüber hinaus werden in sieben Innenräumen von Höfen eignes dafür produzierte Videos über Beamer an die Wand projiziert. Diese können über Hörmuscheln auch in anderen Sprachen (englisch und französisch) angehört werden können.

## Beispiele in Auswahl
- Hof Hörl-Wetscher, Walchsee, Bezirk Kufstein (1577)
- Hof Hackler, Alpbach, Bezirk Kufstein (1675)
- Hof Gwiggen, Wildschönau, Bezirk Kufstein (1569)
- Hof Schrofenaste, Zillertal, Bezirk Schwaz (1803)
- Hof Franzl’s Klaisla’s, Ötztal, Bezirk Imst (1585)
- Hof Zenzl, Pitztal, Bezirk Imst (1716)
- Hof Burgas-Wechner, Lechtal, Bezirk Reutte (16. Jahrhundert)
- Hof Trujer-Gregörler, Fließ, Bezirk Landeck (1550/1646)
- Hof Falkner-Schnaitter, Hatting, Bezirk Innsbruck-Land (17.–18. Jhdt.)